# Kazimierz Bański
Kazimierz Bański (* 6. Januar 1912; † 14. März 1979 in Warschau) war ein polnischer Radrennfahrer und nationaler Meister im Radsport.

## Sportliche Laufbahn
1946 gewann Banski die nationale Meisterschaft im Mannschaftszeitfahren mit seinen Teamkameraden Bolesław Napierała und Zygmunt Wiśniewski. 1947 wurde er Dritter der Meisterschaft im Straßenrennen hinter dem Sieger Bolesław Napierała.
Er startete viermal in der heimischen Polen-Rundfahrt. Dabei war der 16. Platz 1947 seine beste Platzierung.